# Caso ornamental
En lingüística , el caso ornamental es un caso sustantivo que significa "dotado de" o "suministrado".
Este caso se encuentra en Dumi , que lo marca con el sufijo -mi .
En suajili , -enye es la partícula decorativa del caso. Toma un prefijo que depende de la clase de sustantivo del sustantivo principal (precedente) y va seguido de otro sustantivo, en expresiones como nyumba yenye chumba kimoja que significa "una casa que tiene una habitación".

## Similares
En húngaro , no se considera como un caso, sino como una derivación formadora de adjetivos, marcada con el sufijo -s (con las variantes -os, -as, -es, -ös después de una consonante). Por ejemplo, "ajtó" ("puerta"), como en "zöld ajtós ház" ("una casa con una puerta verde"); "hálószoba" ("dormitorio"), como en "2 hálószobás lakás" ("apartamento con 2 dormitorios").